# Mary Fallin
Mary Fallin z domu Copeland (ur. 9 grudnia 1954 w Warrensburgu w stanie Missouri) – amerykańska polityk, członkini Partii Republikańskiej.
W latach 1995–2007 pełniła funkcję wicegubernatora stanu Oklahoma. Następnie w latach 2007–2011 podczas 110. i 111. kadencji Kongresu Stanów Zjednoczonych jako przedstawicielka piątego okręgu wyborczego w stanie Oklahoma zasiadała w Izbie Reprezentantów Stanów Zjednoczonych. W latach 2011–2019 zajmowała stanowisko gubernatora stanu Oklahoma.
Popiera stosowanie kary śmierci. Pełniąc urząd gubernatora Oklahomy zezwoliła do 15 stycznia 2015 na przeprowadzenie 17 egzekucji. Ostatnim, na którym wykonano karę śmierci był Charles Warner